# Кэри, Олайв
Олайв Кэри (англ. Olive Carey, 31 января 1896 — 13 марта 1988) — американская телевизионная и киноактриса.
Урождённая Олайв Фуллер Голден, она снялась более чем в пятидесяти фильмах, преимущественно вестернах, как правило, в ролях девчонки-сорванца. Самый знаменитый фильм с её участием — «Искатели» 1956 года. В 1920 году она вышла замуж за прославленного в эпоху немого кино актёра Гарри Кэри, с которым прожила вплоть до его смерти в 1947 году. У них было двое детей, дочь Элена и сын — впоследствии тоже известный актёр — Гарри Кэри-младший.